# 天眷
天眷（1138年—1141年正月）是金熙宗在位中期的年号。金熙宗使用天眷这个年号一共4年。

## 大事记
天會十五年（1137年）十二月二十六日（癸未；西曆2月7日），詔改陰曆第二年（1138年）為天眷元年，大赦。
天眷四年（1141年）正月十三日（癸丑；陽曆2月21日），改元皇統。

## 纪年
| 天眷 | 元年   | 二年   | 三年   | 四年   |
| ---- | ------ | ------ | ------ | ------ |
| 公元 | 1138年 | 1139年 | 1140年 | 1141年 |
| 干支 | 戊午   | 己未   | 庚申   | 辛酉   |

## 其他政权同期使用的年号
- 中國
  - 紹興（1131年－1162年）：宋—宋高宗趙構之年號
  - 康國（1134年－1143年）：西遼—遼德宗耶律大石之年號
  - 大德（1135年－1139年）：西夏—夏崇宗李乾順之年號
  - 大慶（1140年－1143年）：西夏—夏仁宗李仁孝之年號
  - 廣運（1138年－1147年）：大理—段正嚴之年號
- 越南
  - 天彰寶嗣（1133年－1138年）：李朝—李陽煥之年號
  - 紹明（1138年－1140年）：李朝—李天祚之年號
  - 大定（1140年－1162年）：李朝—李天祚之年號
- 日本
  - 保延（1135年－1141年）：崇德天皇之年號

## 深入閱讀
- 李崇智. . 北京: 中華書局. 2004年12月. ISBN 7101025129.
- 鄧洪波. . 臺北: 國立臺灣大學東亞經典與文化研究計劃. 2005年3月  [2022-01-03]. ISBN 9789860005189. （原始内容 (pdf)存档于2007-08-25）.

## 参看
- 中國年號索引

| 前一年號： 天會 | 金朝年号 | 下一年號： 皇統 |